# Кальпротектин фекальный
Кальпротектин фекальный — белок, продуцируемый нейтрофилами слизистой оболочки кишечника. Его уровень (в кале) повышен при болезни Крона и язвенном колите, кроме того, этот показатель повышен при инфекционных поражениях кишечника, онкологических заболеваниях. Высокий уровень фекального кальпротектина отражает активность воспаления в слизистой оболочке кишечника, а также является предиктором близкого обострения у пациентов с болезнью Крона в фазе ремиссии. Редко при наличии активности болезни Крона уровень кальпротектина остается нормальным.